# 嘉義縣公路列表
| 級別         | 路名             | 說明 |
| 國道         | 中山高速公路     | 1978年全線完工通車，又稱國道一號，北起基隆，南到高雄，為封閉式高速公路。國道一號在嘉義縣路段北起248.759K，沿嘉南平原西緣縱貫大林鎮，並在250K設有大林交流道(250)，往南沿著溪口鄉(252.7~254.2k)、民雄鄉，並在257k設至民雄交流道(257)，是台灣第一座設在戰備跑道上的交流道，往南經過民雄戰備跑道(256.9~259.7k)，，在264k有設置嘉義交流道(264)，交流道位置在嘉義市西區、嘉義縣太保市交界，為南下北上車輛進出嘉義市之門戶，接著往南進入水上鄉(268.1k)，並在270k有設置水上交流道(270)，可通往嘉朴公路，接著往南一公里，於272K設置嘉義系統流道(272)，透過此系統交流道可前往台82線(東石嘉義線)，接著繼續往南，嘉義縣路段南端位於八掌溪橋(275.5k)。 |
| 國道         | 福爾摩沙高速公路 | 2004年全線完工通車，又稱國道三號，是台灣西部平原丘陵區上第二條南北縱向貫穿全島的高速公路，北起基隆，南到林邊，國道三號在嘉義縣路段北起278.7K，沿大林鎮並在279K設有梅山交流道(279)，往南經過大林隧道(281.8~282.0k)、民雄鄉，並在288k設至竹崎交流道(290)，竹崎交流道位於民雄鄉與竹崎鄉交界處，是一座分離式交流道，南下北上匝道相距3.7公里(288.3~292.0k)，雖然高速公路有經過嘉義市境內，，然高速公路南下車輛需由竹崎交流道進出嘉義市，可沿159線進出嘉義市，，接著往南進入嘉義市(268.1k)，國道三號於嘉義市東方設置蘭潭隧道，蘭潭隧道位於嘉義市東區盧厝里，南下車道全長1,255公尺，北上車道全長1,212公尺，中埔交流道、竹崎交流道相距約5.5公里。往南至297k，八掌溪橋，是嘉義縣中埔鄉與嘉義市交界處，並在此處設置中埔交流道(297)，連接台18線，為南下北上車輛進出阿里山之門戶，重要性自不待言，往南經赤蘭溪橋(298.8k)，由中埔鄉進入水上鄉，並在300k設置水上系統交流道(300)，透過此系統交流道可前往台82線(東石嘉義線)，接著繼續往南，嘉義縣路段南端位於303.8k。。 |
| 省道         | 台1線            | 又稱縱貫公路，為台灣西部南北向主要公路幹線。台1線在嘉義縣路段北起石龜溪橋(248.2k)，北接雲林縣大埤鄉，沿途經過大林鎮、溪口鄉、民雄鄉，為路寬60~90米的四~六線道公路。民雄鄉與嘉義市交界處位於262.3k，台1線縱貫嘉義市全境八公里，北渡牛稠溪接民雄鄉，南接水上鄉，水上鄉與嘉義市交界處位於270.5k。往南經過水上鄉，於276.3K連接台82線(東石嘉義線)，南端至278k八掌溪橋，進入台南市後壁區。 |
| 省道         | 台3線            | 又稱內山公路，為台灣西部平原丘陵區南北向主要公路幹線。台3線在嘉義縣路段北起雲祥橋(265.9k)，北接雲林縣古坑鄉，沿途經過梅山鄉、竹崎鄉、番路鄉、中埔鄉，為路寬20~40米的二~四線道公路。中埔市區290.0k以南，為路寬20米的二線道公路，此路段又稱澐密戰備道，南接番路鄉草山村(313.2~324.6k)、大埔鄉，南端至278k八掌溪橋，進入台南市楠西區。 |
| 省道         | 台17線           | 又稱西濱公路，為台灣西部沿海平原區南北向主要公路幹線。台17線在嘉義縣路段北起雲嘉大橋(113.2k)，北接雲林縣口湖鄉，沿途經過東石鄉、布袋鎮，為路寬20~60米的二~四線道公路。中埔市區290.0k以南，為路寬20米的二線道公路，南端至137k嘉南大橋，進入台南市北門區。 |
| 省道         | 台18線           | 又稱阿里山公路，為嘉義縣東西向主要公路幹線。起點位於太保市，為路寬90米的六線道公路，於8.5K進入嘉義市(高鐵大道)，沿途經過世賢路二至四段，其中除了世賢路四段為路寬30米的四線道公路，其餘皆為路寬90米的六線道公路，往東南銜接吳鳳南路，經軍輝橋，於17.8K再次進入嘉義縣，此為阿里山公路起點，為路寬20米的四線道公路，沿途經過中埔鄉、番路鄉、竹崎鄉、阿里山鄉，嘉義縣東端於96.3K進入南投縣信義鄉，台18線嘉義縣路段長約86公里。 |
| 省道         | 台19線           | 又稱中央公路，為台灣西部南北向主要公路幹線。台19線在嘉義縣路段北起北港大橋(113.2k)，北接雲林縣北港鎮，沿途經過六腳鄉、朴子市、義竹鄉，為路寬40~60米的四線道公路。於義竹市區98.9K處開始與縣道172共線，南端至100k厚生橋，與縣道172共線進入台南市鹽水區。 |
| 省道         | 台37線           | 全長18公里，起點位於新港鄉(縣道159/164共線路段，媽祖大道)，為台灣高鐵橋下公路(嘉義段)。沿途經過新港鄉、太保市、高鐵嘉義站、鹿草鄉，終點位於鹿草鄉，連接縣道167線，可銜接鹿草交流道。 |
| 省道快速公路 | 台61線           | 又稱西部濱海快速公路，北起雲嘉大橋(256.3k)，沿東石鄉往南，經過鰲鼓交流道、東石一交流道、東石二交流道(可藉由東石交流道連接台82線)駛入快速公路。往南經過朴子溪橋，經過白水湖交流道，沿著布袋鎮，往南有經過東石一交流道、東石二交流道，接著往南進入嘉南大橋(279k)，為嘉義縣路段南端，往南可通往臺南市北門區。 |
| 省道快速公路 | 台82線           | 全長34公里，起點位於東石鄉，沒有直接通過嘉義市，但可藉由鄉道嘉175線通往中和交流道駛入快速公路。中和交流道於2005年完工通車，位於嘉義縣水上鄉義興村，往北跨八掌溪後在嘉義市與湖仔內路相接，往西可至國道1號嘉義系統交流道、鹿草鄉、朴子市，終點接國道3號水上系統交流道。 |
| 縣道         | 145線            | 縣道145線在嘉義縣路段北起媽祖大橋(47.2k)，北接雲林縣北港鎮，沿途經過六腳鄉，為路寬60米的四線道公路。終點51K，連接台19線。 |
| 縣道         | 145甲            | 縣道145甲線在嘉義縣路段北起崙仔大橋(9.5k)，北接雲林縣元長鄉，沿途經過新港鄉，為路寬40米的二線道公路。終點14.5K，連接縣道157線。 |
| 縣道         | 149線            | 縣道149線在嘉義縣路段(38.2k)，北接雲林縣古坑鄉，沿途經過梅山鄉，為路寬20米的二線道公路。終點40K，連接台3線。 |
| 縣道         | 149甲            | 縣道149甲線在嘉義縣路段北起雲嘉隧道(47.2k)，北接雲林縣古坑鄉，沿途經過梅山鄉，為路寬20米的二線道公路。終點54K，連接縣道169線。 |
| 縣道         | 157線            | 縣道157線在嘉義縣路段起於北端(8.5k)，北接雲林縣大埤鄉，沿途經過溪口鄉、新港鄉、六腳鄉、朴子市、東石鄉、布袋鎮，為路寬40米的二線道公路。終點45K，連接台17線。 |
| 縣道         | 159線            | 又稱嘉北公路，為嘉義縣東西向主要公路幹線。起點位於六腳鄉，為路寬90米的六線道公路，於8.5K進入嘉義市(高鐵大道)，沿途經過世賢路二至四段，其中除了世賢路四段為路寬30米的四線道公路，其餘皆為路寬90米的六線道公路，往東南銜接吳鳳南路，經軍輝橋，於17.8K再次進入嘉義縣，此為阿里山公路起點，為路寬20米的四線道公路，沿途經過中埔鄉、番路鄉、竹崎鄉、阿里山鄉，嘉義縣東端於96.3K進入南投縣信義鄉，縣道159線嘉義縣路段長約24公里。 |
| 縣道         | 159甲            | 即嘉義市民族路(大雅路一段,大雅路二段)，往東聯絡番路。 |
| 縣道         | 161線            | |
| 縣道         | 162線            | 全長18公里，起點位於溪口鄉(縣道157路口)。沿途經過溪口鄉、大林交流道、大林鎮、梅山交流道、梅山鄉，終點位於梅山鄉，連接台3線。 |
| 縣道         | 162甲            | 全長47公里，起點位於梅山鄉(縣道149路口)。沿途經過溪口鄉、大林鎮、梅山鄉，終點位於梅山鄉，連接縣道169線。 |
| 縣道         | 162乙            | |
| 縣道         | 163線            | |
| 縣道         | 164線            | 縣道164線在嘉義縣路段北起北港大橋(17.1k)，北接雲林縣北港鎮，沿途經過新港鄉、民雄鄉，為路寬40米的二線道公路。終點33.6K，連接縣道162乙線。 |
| 縣道         | 165線            | 又稱嘉白公路，為嘉義縣南北向主要公路幹線。起點位於中埔鄉，為路寬40米的二線道公路，沿途經過中埔鄉、水上鄉，嘉義縣南端於96.3K新嘉榮橋進入台南市白河區，縣道165線嘉義縣路段長約5公里。 |
| 縣道         | 166線            | 全長81公里，起點位於東石鄉(縣道168路口)。沿途經過六腳鄉、新港鄉、民雄鄉、竹崎鄉、梅山鄉，終點位於梅山鄉，連接縣道162甲線。 |
| 縣道         | 167線            | 全長18公里，起點位於朴子市(縣道157路口)。沿途經過朴子市、鹿草鄉、鹿草交流道、太保市，終點位於太保市，連接縣道168線。 |
| 縣道         | 168線            | 全長33公里，起點位於東石鄉。沿途經過東石鄉、朴子市、太保市、水上交流道、水上鄉，終點位於水上鄉，連接縣道165線。 |
| 縣道         | 169線            | 全長50公里，起點位於梅山鄉(社前湖)。沿途經過梅山鄉、竹崎鄉(奮起湖)、阿里山鄉，終點位於阿里山鄉里佳。 |
| 縣道         | 170線            | 全長18公里，起點位於東石鄉(網寮)。沿途經過布袋鎮、朴子市、鹿草鄉，終點位於鹿草鄉，連接縣道163線。 |
| 縣道         | 172線            | 又稱義布公路，為嘉義縣東西向主要公路幹線。起點位於布袋鎮，為路寬30米的二線道公路，沿途經過義竹鄉，於11.1K與台19線共線，往東南銜接厚生橋，於12.3K進入台南市鹽水區，沿途經過台南市鹽水區、新營區、後壁區、白河區，經三重溪，於44.8K再次進入嘉義縣，沿途經過中埔鄉。終點56K，連接台3線，縣道172線嘉義縣路段長約25公里。 |
| 鄉道         |                  | 詳見嘉義縣鄉道列表。 |

## 資料來源
1. ↑  . 交通部臺灣區國道高速公路局.   [2017-11-27]. （原始内容存档于2017-05-04）.